# Placetas
Placetas – miasto na Kubie, w prowincji Villa Clara. W 2005 r. miasto to zamieszkiwało 56 tys. osób.
W mieście rozwinął się przemysł tytoniowy oraz materiałów budowlanych.